# Landkreis Laufen
Der Landkreis Laufen (kulturlandschaftlich auch Rupertiwinkel genannt) war ein Landkreis im bayerischen Regierungsbezirk Oberbayern. Er wurde am 1. Juli 1972 im Rahmen der Gebietsreform aufgelöst. Die Gemeinden des Landkreises wurden dabei den bestehenden Landkreisen Altötting und Traunstein sowie dem neu gegründeten Landkreis Berchtesgadener Land zugesprochen.
Der Landkreis an der Grenze zu den österreichischen Bundesländern Salzburg und Oberösterreich war im Wesentlichen aus den historischen Gebieten des früheren Landgerichts Laufen des Fürsterzbistums Salzburg hervorgegangen. Kreisverwaltungssitz war die Stadt Laufen, einwohnerstärkste Gemeinde die Grenzstadt Freilassing. Mit Tittmoning besaß der Landkreis eine weitere Gemeinde, die das Stadtrecht innehatte.

## Geographie

### Lage
Der Landkreis lag im Südosten Oberbayerns an der Grenze zu den österreichischen Bezirken Braunau am Inn und Salzburg-Umgebung (Flachgau), sowie der Landeshauptstadt Salzburg. Im Osten bildeten die Flüsse Saalach und Salzach als Grenze des Landkreises Laufen auch einen Teil der deutsch-österreichischen Grenze.
Innerhalb Deutschlands bildeten entgegen dem Uhrzeigersinn im Norden beginnend Altötting, Traunstein und Berchtesgaden die Nachbarkreise. Die bayerische Landeshauptstadt München war ca. 90 Fahrminuten entfernt. Ins Zentrum Salzburgs waren es dagegen je nach Ausgangspunkt nur wenige Minuten.

### Landschaftliche Prägung
Im Süden beginnend war der Landkreis von den alpinen Ausläufern der Chiemgauer Alpen geprägt, wenngleich die Gipfel des Hochstaufen und Zwiesel schon im benachbarten Landkreis Berchtesgaden lagen. Höchster Punkt im Landkreis war daher der vorgelagerte Högl mit 827 m ü. NHN. Weiter Richtung Norden schloss sich einerseits das Salzburger Becken (Freilassing), sowie weiter gen Nordwesten das Becken rund um den Waginger und den Tachinger See an. Im Landkreis konnte man auf einer Reise von Süden nach Norden den Verlauf vom alpinen Gelände bis zum voralpinen Hügelland nachvollziehen. Seinen tiefsten Punkt erreichte der Landkreis im Salzachtal bei Tittmoning mit ca. 370 m ü. NHN.

## Geschichte

### Bezirksamt
Das Bezirksamt Laufen wurde im Jahr 1862 durch den Zusammenschluss der Landgerichte älterer Ordnung Laufen und Tittmoning gebildet.
Anlässlich der Reform des Zuschnitts der bayerischen Bezirksämter trat das Bezirksamt Laufen am 1. Januar 1880 Gemeinden an das Bezirksamt Traunstein ab.

### Landkreis
Am 1. Januar 1939 wurde wie im ganzen Deutschen Reich die Bezeichnung Landkreis eingeführt. So wurde aus dem Bezirksamt der Landkreis Laufen.

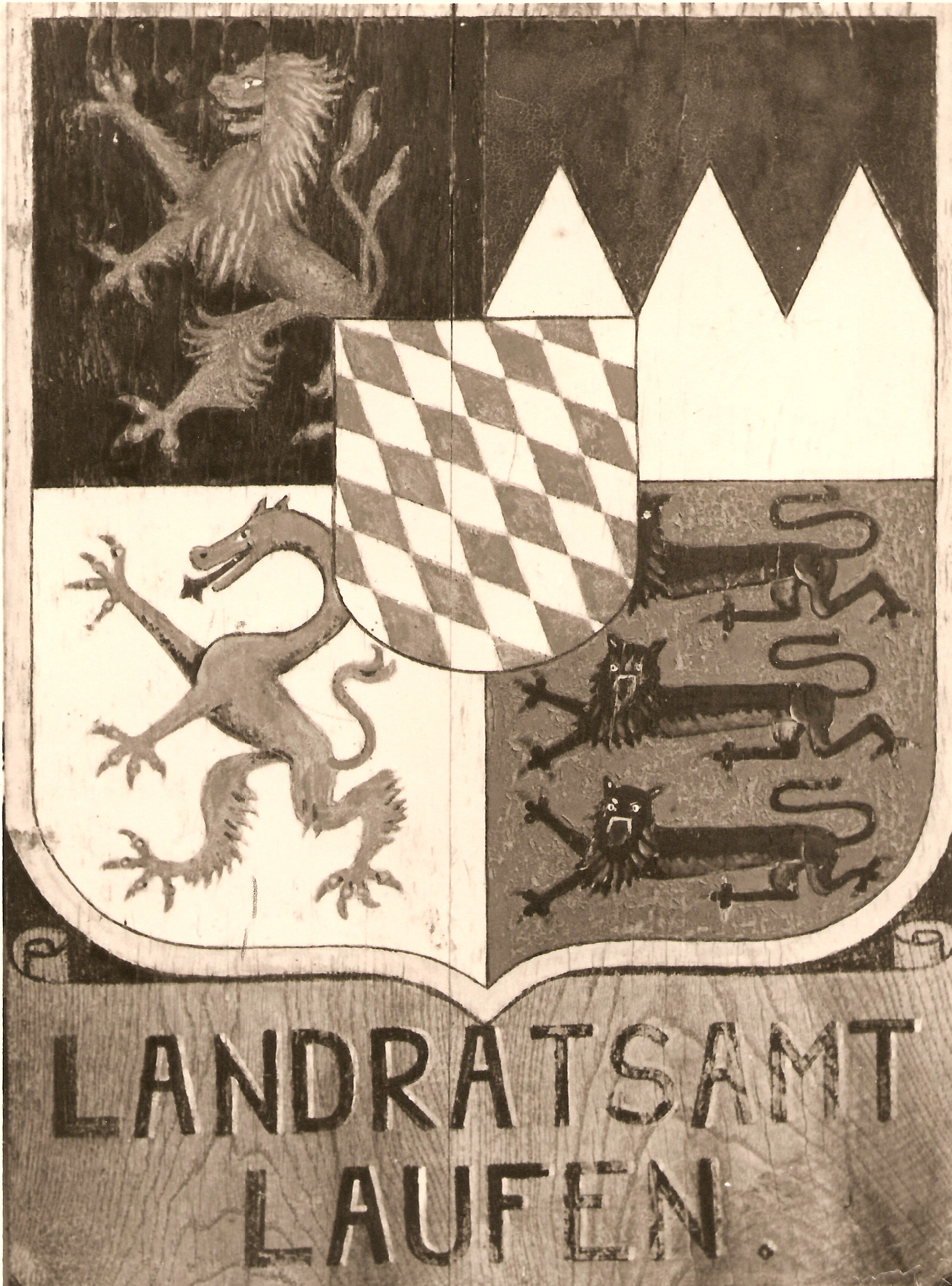
Das Wappen am Landratsamt Laufen

Am 1. Januar 1970 wurde die Gemeinde Lauter des Landkreises Laufen in den Landkreis Traunstein um- und in die Gemeinde Surberg eingegliedert.
Der Landkreis Laufen wurde im Zuge der bayerischen Gebietsreform am 1. Juli 1972 dreigeteilt: Seine an der Grenze zu Österreich liegende Kreisstadt Laufen gehört heute wie der südöstliche Teil des ehemaligen Landkreises zum Landkreis Berchtesgadener Land, der bis zum 1. Mai 1973 übergangsweise Landkreis Bad Reichenhall hieß. Sein westlicher Teil ging im Landkreis Traunstein  auf und die Gemeinde Tyrlaching fiel an den Landkreis Altötting.

### Landräte
| Amtszeit  | Landrat                  |
| --------- | ------------------------ |
| 1913–1929 | Robert Einhauser         |
| 1929–1937 | Otto Jehle               |
| 1937–1939 | ?                        |
| 1939–1942 | Georg von Hertling       |
| 1942      | Josef Ullrich            |
| 1942–1943 | Ludwig Abenthum          |
| 1943–1945 | Julius Brandstätter      |
| 1945–1946 | Karl Lenz                |
| 1946      | Karl Friedrich Wochinger |
| 1946–1948 | Josef Rauch              |
| 1948–1970 | Max Schmid               |
| 1970–1972 | Hubert Kreuzpointner     |

## Gemeinden

Landkreis Laufen, Gemeindegrenzenkarte von 1961

| Name                                        | heutige Gemeinde                           | VZ 1875 | VZ 1885 | VZ 1900 | VZ 1925 | A1928 [ha] | VZ 1950 | A1952 [ha] | VZ 1961 | heutiger Landkreis              |
| ------------------------------------------- | ------------------------------------------ | ------- | ------- | ------- | ------- | ---------- | ------- | ---------- | ------- | ------------------------------- |
| Ainring                                     | Ainring                                    | 1.182   | 1.466   | 1.695   | 2.137   | 2.064,61   | 5.040   | 2.064,62   |         | Berchtesgadener Land            |
| Asten                                       | Tittmoning                                 | 480     | 515     | 517     | 531     | 1.443,40   | 805     | 1.443,40   |         | Traunstein                      |
| Freidling                                   | Teisendorf                                 | 397     | 355     | 371     | 394     | 702,01     | 536     | 702,16     |         | Berchtesgadener Land            |
| Freilassing, Stadt (bis 1923 Salzburghofen) | Freilassing                                | 926     | 970     | 1.687   | 3.724   | 1.484,52   | 7.214   | 1.483,73   |         | Berchtesgadener Land            |
| Freutsmoos                                  | Palling                                    | 497     | 528     | 546     | 634     | 1.881,57   | 922     | 1.881,57   |         | Traunstein                      |
| Fridolfing                                  | Fridolfing                                 | 1.630   | 1.729   | 1.845   | 2.104   | 3.173,49   | 2.873   | 3.173,37   |         | Traunstein                      |
| Gaden                                       | Waging am See                              | 315     | 347     | 365     | 450     | 847,09     | 763     | 847,14     |         | Traunstein                      |
| Heining                                     | Laufen (Salzach)                           | 422     | 480     | 540     | 475     | 623,10     | 865     | 620,75     |         | Berchtesgadener Land            |
| Holzhausen b. Teisendorf                    | Teisendorf                                 | 489     | 497     | 556     | 605     | 1.087,57   | 802     | 1.087,28   |         | Berchtesgadener Land            |
| Kapell                                      | Surberg                                    | 367     | 358     | 392     | 405     | 851,18     | 629     | 851,18     |         | Traunstein                      |
| Kay                                         | Tittmoning                                 | 821     | 849     | 833     | 948     | 2.357,46   | 1.323   | 2.357,46   |         | Traunstein                      |
| Kirchanschöring                             | Kirchanschöring                            | 677     | 693     | 774     | 1.269   | 1.983,47   | 1.798   | 1.983,47   |         | Traunstein                      |
| Kirchheim                                   | Tittmoning                                 | 612     | 612     | 594     | 639     | 1.345,71   | 888     | 1.345,78   |         | Traunstein                      |
| Lampoding                                   | Kirchanschöring                            | 309     | 371     | 368     | 431     | 539,55     | 611     | 539,55     |         | Traunstein                      |
| Laufen, Stadt                               | Laufen (Salzach)                           | 2.149   | 2.363   | 2.407   | 2.619   | 146,15     | 4.105   | 148,92     |         | Berchtesgadener Land            |
| Leobendorf                                  | Laufen (Salzach)                           | 815     | 865     | 871     | 1.107   | 2.180,92   | 1.545   | 2.181,09   |         | Berchtesgadener Land            |
| Neukirchen am Teisenberg                    | Teisendorf                                 | 910     | 915     | 947     | 925     | 1.136,02   | 1.218   | 1.136,14   |         | Berchtesgadener Land            |
| Nirnharting                                 | Waging am See                              | 295     | 316     | 372     | 419     | 1.007,55   | 546     | 1.007,55   |         | Traunstein                      |
| Oberteisendorf                              | Teisendorf                                 | 496     | 518     | 507     | 565     | 711,65     | 840     | 711,74     |         | Berchtesgadener Land            |
| Otting                                      | Waging am See                              | 500     | 503     | 505     | 562     | 1.299,57   | 824     | 1.299,50   |         | Traunstein                      |
| Palling                                     | Palling                                    | 1.367   | 1.517   | 1.584   | 1.661   | 3.333,50   | 2.325   | 3.319,54   |         | Traunstein                      |
| Petting                                     | Petting                                    | 721     | 717     | 838     | 920     | 1.765,62   | 1.293   | 1.775,02   |         | Traunstein                      |
| Pietling                                    | Fridolfing                                 | 450     | 438     | 465     | 549     | 1.186,49   | 654     | 1.186,47   |         | Traunstein                      |
| Ringham                                     | Petting                                    | 300     | 323     | 350     | 425     | 650,11     | 782     | 664,26     |         | Traunstein                      |
| Roßdorf                                     | Teisendorf                                 | 376     | 428     | 442     | 517     | 902,54     | 743     | 902,68     |         | Berchtesgadener Land            |
| Rückstetten                                 | Teisendorf                                 | 453     | 473     | 498     | 587     | 1.037,25   | 786     | 1.037,25   |         | Berchtesgadener Land            |
| Saaldorf                                    | Saaldorf-Surheim                           | 1.008   | 968     | 1.067   | 1.152   | 2.573,11   | 1.699   | 2.573,12   |         | Berchtesgadener Land            |
| Straß                                       | Ainring                                    | 512     | 537     | 589     | 610     | 1.242,64   | 944     | 1.242,64   |         | Berchtesgadener Land            |
| Surheim                                     | Saaldorf-Surheim                           | 690     | 678     | 713     | 829     | 1.337,69   | 1.267   | 1.338,51   |         | Berchtesgadener Land            |
| Taching am See                              | Taching am See                             | 582     | 642     | 678     | 709     | 1.586,48   | 1.078   | 1.586,48   |         | Traunstein                      |
| Teisendorf, Markt                           | Teisendorf                                 | 1.006   | 1.111   | 1.363   | 1.534   | 530,94     | 2.326   | 530,88     |         | Berchtesgadener Land            |
| Tengling                                    | Taching am See                             | 488     | 529     | 526     | 588     | 1.092,26   | 895     | 1.092,26   |         | Traunstein                      |
| Tettenhausen                                | Waging am See                              | 308     | 308     | 342     | 348     | 642,71     | 507     | 642,66     |         | Traunstein                      |
| Tittmoning                                  | Tittmoning                                 | 1.471   | 1.515   | 1.563   | 1.684   | 365,91     | 2.408   | 365,86     |         | Traunstein                      |
| Törring                                     | Tittmoning                                 | 651     | 667     | 757     | 804     | 1.782,94   | 1.260   | 1.782,94   |         | Traunstein                      |
| Triebenbach                                 | Laufen (Salzach)                           | 262     | 299     | 335     | 278     | 380,42     | 383     | 379,96     |         | Berchtesgadener Land            |
| Tyrlaching                                  | Tyrlaching                                 | 667     | 747     | 761     | 833     | 2.009,84   | 1.227   | 2.009,84   |         | Altötting                       |
| Waging am See                               | Waging am See                              | 775     | 831     | 921     | 947     | 285,30     | 1.772   | 285,32     |         | Traunstein                      |
| Weildorf                                    | Teisendorf                                 | 666     | 677     | 698     | 803     | 1.690,11   | 1.085   | 1.690,10   |         | Berchtesgadener Land            |
| Wonneberg                                   | Wonneberg                                  | 614     | 656     | 738     | 843     | 1.800,66   | 1.089   | 1.800,66   |         | Traunstein                      |
| Ausmärkische Bezirke/Gemeindefreie Gebiete  | Ausmärkische Bezirke/Gemeindefreie Gebiete |         |         |         |         | 2.526,59   | 24      | 2.503,04   |         | Berchtesgadener Land Traunstein |
| Bezirksamt Laufen/Landkreis Laufen          | Bezirksamt Laufen/Landkreis Laufen         | 28.602  | 29.311  | 31.920  | 37.564  | 55.589,70  | 58.694  | 55.575,89  | 56.605  |                                 |

## Kfz-Kennzeichen
Am 1. Juli 1956 wurde dem Landkreis bei der Einführung der bis heute gültigen Kfz-Kennzeichen das Unterscheidungszeichen LF zugewiesen. Das Kfz-Kennzeichen des ehemaligen Landkreises Laufen wurde nach dessen Auflösung am 1. Juli 1972 ebenso noch für gut sieben Jahre ausgegeben wie das Kennzeichen BGD für den ehemaligen Landkreis Berchtesgaden und REI für die ehemalige kreisfreie Stadt Bad Reichenhall. Insbesondere wegen heftiger Proteste aus dem ehemaligen Landkreis Berchtesgaden wurde erst ab dem 1. August 1979 für den gesamten Landkreis ausschließlich das Kfz-Kennzeichen BGL vergeben.
Mit der am 1. November 2012 in Kraft getretenen Reform der Fahrzeug-Zulassungsverordnung („Kennzeichenliberalisierung“) ist die Ausgabe von Altkennzeichen wieder zulässig. Nachdem sich 2013 zunächst noch eine knappe Mehrheit des Kreistages gegen diese Möglichkeit ausgesprochen hatte, sprach sich ein Kreistagsbeschluss vom 22. Juli 2016 dafür aus: Im Landkreis Berchtesgadener Land werden seit dem 15. September 2016 neben dem Regelkennzeichen BGL die Unterscheidungszeichen BGD, LF und REI „auf Wunsch“ wieder ausgegeben. Im Landkreis Altötting wird das Kennzeichen LF seit dem 1. Oktober, im Landkreis Traunstein seit dem 14. Oktober 2016 wieder vergeben.